# Coccophagus sibiricus
Coccophagus sibiricus är en stekelart som beskrevs av Sugonjaev 1976. Coccophagus sibiricus ingår i släktet Coccophagus och familjen växtlussteklar. Inga underarter finns listade i Catalogue of Life.